# Проскурівка (Кропивницький район)
Проскурі́вка — село в Україні, у Кетрисанівській сільській громаді Кропивницького району Кіровоградської області. Населення становить осіб.

## Населення
Згідно з переписом УРСР 1989 року чисельність наявного населення села становила 8 осіб, з яких 5 чоловіків та 3 жінки.
За переписом населення України 2001 року в селі ніхто не мешкав.